# Steigerbach (Selke)
Der Steigerbach (auch Moortälerquellbach) ist ein Bach der beim Albrechtshaus, nahe der gleichnamigen HSB-Haltestelle, rechtsseitig in die Selke mündet.

## Verlauf
Der Steigerbach entspringt im Gebiet rund um Schalliete, Großer Kronsberg, Kleiner Kronsberg und Mittelberg, mit bis zu 590 Meter Höhe. In diesem Gebiet entspringen auch die Hassel, der Mordtälerbach, der Katzsohlbach, der Graben vom großen Kronsberg, Bach vom Moor sowie einige Nebenflüsse dieser Bäche wie der Wahnborn. Dabei entwässert nördliche Teil des Gebiets zur Rappbode, der östliche und südliche Teil zur Selke und der westliche zur Bere. Das Quellgebiet des Steigerbachs im Waldgebiet Großes Langeleich liegt dabei östlich der Schalliete.  Der Bach nimmt hier Wasser aus vielen kleinen, vor allem linken,Nebenarmen auf –  rechte Nebenarme des Oberlaufs sind teils weniger als 200 Meter vom Mordtälerbach entfernt. Der Bach fließt zunächst in nordöstlicher Richtung und schwenkt bis zum NSG Albrechtshaus immer weiter in Richtung Norden.
Hier hat der Steigerbach einen größeren linken, wohl namenlosen und nur 100 Meter langem, Zufluss aus den nördlichen Moortälern. Dieser entsteht aus zwei Quellarmen. Der Rechte, etwa 950 Meter lange Quellarm entspringt auf 528 M Höhe. Der linke, ca. 620 m lange, Quellarm entspringt auf 510 m Höhe.
Der Bach fließt von nun an in ostnordöstlicher Richtung, unterquert die Selketalbahn und fließt etwas mittig zwischen Haltepunkten Albrechtshaus und Friedrichshöhe rechtsseitig in die Selke.
Über weite Teil des Bachlaufs folgt der Steigerbach grob der Gemarkungsgrenze von Stiege und Güntersberge – wobei der Bach und seine rechten Zuflüsse tendenziell auf Güntersberger und die linken Zuflüsse auf Stieger Gemarkung liegen.

## Natur
Der Bach durchfließt ab kurz nach der Quelle das Steigerbachtal (zu den Moortälern gehörig), welches zu einem FFH-Gebiet (Selketal und Bergwiesen bei Stiege) gehört. Dazu gehört auch der größte Teil des 100 m langen linken Zuflusses. Gelegen zwischen mehreren Naturschutzgebieten, liegt der Bach größtenteils außerhalb dieser. der linke Quellarm des 100m-Zuflüsses liegt innerhalb des NSG Albrechtshaus, verlässt es aber schon nach weniger als 300 m. Die Quellen und erzen Meter zweier linker Zuflüsse dazu liegen ebenfalls in diesem NSG. Die letzten gut 80 Meter unterhalb der Selketalbahn und die Bachmündung liegen im NSG Oberes Selketal.
Im Selkegebiet waren ursprünglich Moore weit verbreitet. durch intensive Weidenutzung und Entwässerung sind die meisten davon nicht mehr existent oder zumindest stark geschädigt. Heute gibt es nur noch vereinzelte Gebiete höher gelegenen Teil des Unterharzes. Im Zuge der Ausweisung des FFH-Gebietes wurden fünf noch  stark vernässte Entwicklungsflächen ausgewiesen, Diesen fehlen typische Arten und die Besiedelung erfolgt vorrangig durch konkurrenzstarke Stauden und Riedgras, die Flächen haben jedoch noch Potential. In den Moortälern liegen zwei und ein weiterer im Bereich der Hassel-Quelle.
Geochemische Anomalien sind hier trotz anstehender Erzgänge kaum von Bedeutung. Bergbau ist im Bereich der Selke für den nahe der Selkequelle gelegenen, wohl m Laufe des 15. Jahrhunderts wüst gefallenen, Ort Selkenfelde und deutlich weiter flussabwärts nachgewiesen.
In den durch den Steigerbach entwässerten Moortälern ist ein, heute nicht mehr genutztes, Quellmoor mit Kleinseggenrasen erhalten geblieben, durch falsche Nutzung bis in die Zeit direkt vor der Ausweisung des FFH-Gebiets und  erheblichen Eingriffen in den Wasserhaushalt ist der Erhaltungszustand jedoch, trotz der Lage unterhalb einer dauerhaft schüttenden Quelle die zumindest für den Kernbereich dauerhafte Vernässung gewährleistet, nicht gut. Dazu trägt zunehmenden Verbuschung durch Birken und Fichten bei, die durch Pflegemaßnahmen aber zurückgedrängt wird. Geprägt wird  das erhaltene Moor, ähnlich wie die Entwicklungsflächen durch Kleinseggenried, Wollgras und Torfmoose. Zudem kommen Wollgras-Bulten aus Scheiden-Wollgras und Schmalblättriges Wollgras sowie Schnabel-Segge, Wiesen-Segge, Sumpf-Blutauge sowie Streifensternmoose vor. Einzig prägendes Gehölz ist die Moor-Birke. Auf Grund der flächendeckend vorkommenden Waschbär-Ppulation ist ein Vorkommen dieses Kleinbären auch im Bereich des Steigerbachs anzunehmen. Nachgewiesen wurde am Steigerbach auch die als ungefährdet eingestufte Köcherfliegen-Art Polycentropus irroratus.